# Ручейник большой
Ручейник большой (лат. Phryganea grandis) — вид ручейников из семейства Phryganeidae.

## Описание
Длина тела 18—27 мм, буро-жёлтого цвета. Передние крылья самки с чёрными продольными полосами и с двумя белыми точками. Задние крылья серые. Личинка длинной 30—40 мм. Домик личинки строят из растительных остатков закрученных спирально в трубку из 7—9 оборотов. Куколок иногда находили в обрезках тростника.

## Распространение
Вид распространён во всей Европе. Обыкновенен в июне по берегам прудов и рек.